# بوب مانينغ (مغني)
بوب مانينغ (بالإنجليزية: Bob Manning)‏ هو مغني أمريكي، ولد في 1947.

## وصلات خارجية
- بوب مانينغ على موقع ميوزك برينز (الإنجليزية)
- بوب مانينغ على موقع ديسكوغز (الإنجليزية)